# In multiplicibus curis
In multiplicibus curis è la quindicesima enciclica pubblicata da papa Pio XII il 24 ottobre 1948.

## Contenuto
Il Papa chiede nuove pubbliche preghiere per la pacificazione della Palestina.